# Glutamin
Glutamin (også Gln eller Q og ofte kaldet L-glutamin) er en af de 20 standardaminosyrere. Den er ikke blandt de essentielle aminosyrer, hvilket betyder at den kan blive biosyntetiseret i mennesker. Dog kan nogle lidelser begrænse dannelsen af glutamin, så den skal tilføres via føden. Dens sidekæde er en amid dannet ved at erstatte en hydroxyl-gruppe med glutaminsyre med en funktionel amingruppe, hvilket gør den til en amid af glutaminsyre. Dens genetiske kode er CAA og CAG. I menneskers blod er glutamin den mest almindelige frie aminosyre, med en koncentration på 500–900 µmol/l.

## PolyQ-tragt
En polyglutamin-tragt, der også benævnes som polyQ-tragt, polyglutamin-kanal eller polyQ-kanal, er en del af et protein, der består af en sekvens af flere glutaminenheder. Proteiner kan typisk indeholde en polyQ-tragt bestående af fra 10 til nogle få hundrede glutamin-enheder.
Antallet af glutaminenheder og størrelsen af polyQ-tragten i et protein har betydning for struktur og funktion af proteinet. Ved en ekspanderet polyQ-tragt dannes kompakte og uopløselige proteinstrukturer, der gradvis akkumulerer og resulterer i uopløselige proteinaggregater, som kan vokse sig store (makroskopiske) og ses i flere arvelige neurodegenerative sygdomme. Sådanne proteinaggregater beskrives som prionlignende og cytotoksiske. 

## PolyQ-sygdomme
PolyQ-sygdomme er sygdomme med den samme biokemiske mekanisme som grundlag, en ekspansion af en CAG-repeat sekvens. Der kendes i øjeblikket 10 neurodegenerative sygdomme der betegnes som polyQ-sygdomme. Et vigtigt eksempel er Huntingtons sygdom.